# Грисуолд, Оскар
Оскар Вулвертон Грисуолд (англ. Oscar Woolverton Griswold, 22 октября 1886 — 28 сентября 1959) — генерал-лейтенант армии США, участник мировых войн.
Родился в 1886 году на равнине Раби-Вэлли в штате Невада. В 1905 году поступил в Университет штата Невада, но в 1906 году получил рекомендацию в Военную академию. Закончив Вест-Пойнт в 1910 году, он стал 2-м лейтенантом пехоты.
В 1914—1917 годах служил в частях армии США, размещённых в Китае. После вступления США в Первую мировую войну был лейтенантом, а затем майором в 84-й дивизии, воевавшей во Франции, осенью 1918 года принял участие в Мёз-Аргоннском наступлении.
В межвоенный период продолжал делать карьеру в армии и обучаться в военных учебных заведениях. В 1929—1931 годах служил при Генеральном штабе Министерства обороны, затем в армейских ВВС, в 1936—1939 годах состоял при штабе главкома пехоты. С сентября 1939 года по октябрь 1940 года командовал 29-м пехотным полком. В октябре 1940 года был произведён в бригадные генералы и стал заведовать Центром подготовки личного состава пехоты в Кэмп-Крофте. В августе 1941 года был произведён в генерал-майоры и стал командующим 4-й механизированной пехотной дивизией.
В апреле 1943 года был назначен командующим 14-м корпусом, с которым прошёл Нью-Джорджию, Бугенвиль и Филиппины. В начале 1945 года был произведён в генерал-лейтенанты.
С 11 июня 1945 года по 15 марта 1947 года был командующим 7-й армией, с 15 марта по 14 апреля 1947 года — 3-й армией. В октябре 1947 года вышел в отставку.